# Remington Arms
Remington Arms er en stor amerikansk producent af rifler, jagtgeværer, andre skydevåben, revolvere og ammunition. Remington lægger også navn til en række produkter indenfor jagt og skydning, som er fremstillet af andre virksomheder.
Firmaet blev grundlagt i 1816 af Eliphalet Remington i Ilion, New York, som E. Remington and Sons. Det er det ældste firma i USA som stadig fremstiller dets oprindelige produkt, og er den ældste til stadighed drevne fremstillingsvirksomhed i Nordamerika. Det er den eneste virksomhed i USA som både fremstiller våben og ammunition indenlands, og er det største amerikanske producent af jagtgeværer og rifler. Remington producerer igen håndvåben i forbindelse med 100 års jubilæet for indførsel af den legendariske pistol Colt model 1911 i cal. 45 acp i det amerikanske forsvar. Remington lavede denne model under 1 verdenskrig pga. det store behov. Den nye pistol blev introduceret i 2011 som Remington 1911 R1. Produkterne sælges i over 60 lande.
Remington har udviklet eller tilpasset flere patroner end nogen anden producent af skydevåben eller ammunition i verden.
Remington ejes af Cerberus Capital Management.

## Historie
Remington begyndte sin lange historie i 1816. Eliphalet Remington II troede på at han kunne bygge en bedre bøsse end han kunne købe. Landbrugssamfund i området var kendt for deres meget forskelligartede evner og selvforsyning, og vintrene blev brugt til håndværksproduktion til eget brug såsom som til videresalg. Eliphalet's far var smed og ønskede at udvide sin forretning til også at omfatte riffelløb. Lokale beboere byggede ofte deres egne rifler for at spare penge, men købte løbet. Eliphalet's far sendte ham til en velkendt producent af riffelløb i en storby for at købe et løb med henblik på at observere hvordan det blev fremstillet. På det tidspunkt bestod metoden i at opvarme lange strimler af jern og vikle dem omkring en metalstang der havde den ønskede tykkelse – kaliber. Ved at opvarme og smede de omkringviklede metalstrimler blev de efterhånden til en solid cylinder, hvorefter man pressede metalstangen ud. Efter at den unge mand var vendt hjem tilføjede hans familie fremstilling af riffelløb til faderens produktpalette i Ilion Gorge, New York.
Han begyndte at designe og bygge en flintelås riffel til sig selv. Om efteråret deltog han i en skydekonkurrence, og selv om han kun blev nr. 2 imponerede hans vellavede riffel andre skytter. Inden Eliphalet tog hjem den dag havde han modtaget så mange ordrer fra andre deltagere, at han nu officielt var våbensmed.
I 1828 flyttede virksomheden til det nærliggende Ilion, New York, på samme sted som den moderne Remington firearms fabrik ligger.
In 1865 blev Remington til et aktieselskab og i 1873 startede en ny produktionsgren, nemlig skrivemaskiner. Remington solgte skrivemaskineforretningen fra i 1886. Skrivemaskineselskabet blev med tiden til Remington Rand, og våbenforretningen til Remington Arms Company. I 1888 blev Remington købt af Marcus Hartley and Partners, en stor kæde indenfor sportsartikler, som også ejede Union Metallic Cartridge Company i Bridgeport, Connecticut. Bridgeport fabrikken blev hjemsted for Remington's ammunitions fabrik.
Nogle få år senere, i 1912, blev Remington og Union Metallic Cartridge lagt sammen til en fælles virksomhed ved navn Remington UMC. Selv i dag producerer Remington U.M.C. ammunition. I 1915 blev fabrikken ved Ilion udvidet, og det var med denne udvidelse at virksomheden blev til det den er i dag.
Under 1. verdenskrig fremstillede Remington våben på kontrakt for adskillige allierede magter. Remington fremstillede M1916 Berthier rifler til Frankrig, Pattern 1914 Enfield rifler til Storbritannien, og Model 1891 Mosin-Nagant rifler til Rusland. Efterhånden som krigen tog til voksede Remingtons produktion også.
Da USA trådte ind i krigen blev Remington dybt involveret i krigsindsatsen. Af væsentlige bidrag han nævnes udvikling og produktion af U.S. M1917 Enfield rifle, en forenklet version af den britiske model 1914.
Sent i krigen havde den russiske regerings kollaps en alvorlig indflydelse på Remingtons finanser. Rusland havde bestilt enorme mængder af våben og ammunition, men udgik for penge til at betale for ordrerne. De forsinkede betalingen med henvisning til påståede mangler i Remingtons produkter. Da bolsjevikkerne overtog magten ved Oktoberrevolutionen afviste de hele ordren. Remington stod tilbage med kæmpemæssige lagre af våben og ammunition, og ingen udsigt til betaling. Den amerikanske regerings intervention var nødvendig for at redde firmaet fra fallit. Firmaet lagde mærke til den eksplosive vækst i efterspørgslen ved krigens start og det bratte fald ved krigens slutning, og besluttede sig for at fremme og understrege deres produkter til sportsformål. De så jagtvåben som en mere stabile forretning, som måske kunne hjælpe dem til at overleve fremtidige op- og nedture.
Under depressionen i 1930-erne blev Remington købt af DuPont Corporation, som havde skabt en formue gennem forbedringer af krudtet. Et år senere købte Remington Peters Cartridge Company; i dag vil man bemærke at mange stempler fra Remington stadig lyder R-P, for Remington-Peters.
I 1940 blev den amerikanske hær bekymret for sin kapacitet til fremstilling af ammunition og bad Remington om at samarbejde om en plan for national ekspansion. Med hjælp fra DuPont, byggede Remington Lake City Arsenal og Denver Ordnance ammunitionsfabrikkerne, og yderligere tre mere senere. Selv om fabrikkerne tilhørte den amerikanske regering blev Remington bedt om at lede driften. Blandt de våben, som Remington fremstillede under 2. verdenskrig var den berømte M1903 Springfield rifle.
I 1986 lukkede Remington sin ammunitionsfabrik i Bridgeport, Connecticut og byggede en ny i Lonoke, Arkansas. Denne placering blev valgt som det geografiske centrum af markedet for sportsammunition. Et år senere byggede Remington en ny lerdue fabrik i Athens, Georgia.
I 1993 solgte DuPont Remington til investeringsvirksomheden Clayton, Dubilier & Rice(CD&R').
I juni 2007 købte det private investeringsfirma Cerberus Capital Management Remington Arms for 370 mio. USD. Det skyldtes at Remington havde en stor gæld og ikke havde haft overskud i årene 2003-2005. 
I december 2007 købte Remington Arms riffelproducenten Marlin Firearms. 

## Produktionssteder
Remington har adskillige fabrikker i dag.
Hovedkvarteret ligger i Madison, North Carolina.
Våbenfabrikker: Remington ejer to våbenfabrikker. Den største ligger i Ilion, New York, på det historiske sted. En ny fabrik blev for nylig bygget i Mayfield, Kentucky.
Ammunition og komponentfabrik: Al Remington's ammunition er udviklet på den 35 år gamle fabrik i Lonoke, Arkansas. Denne fabrik er også hjem for Remington's Powdered Metal Products Division, Industrial Products Division og Ammunition Product Services.
Custom Plant: Skydevåben efter kundernes specifikationer bliver fremstillet af professionelle våbensmede på fabrikken i Ilion, New York.
Technical Center: Det tekniske og forskningsmæssige center for Remington ligger i Elizabethtown, Kentucky.
Target Plants: Remington hat to mål-fabrikker i Findlay, Ohio og i Ada, Oklahoma.